# Buruixaski

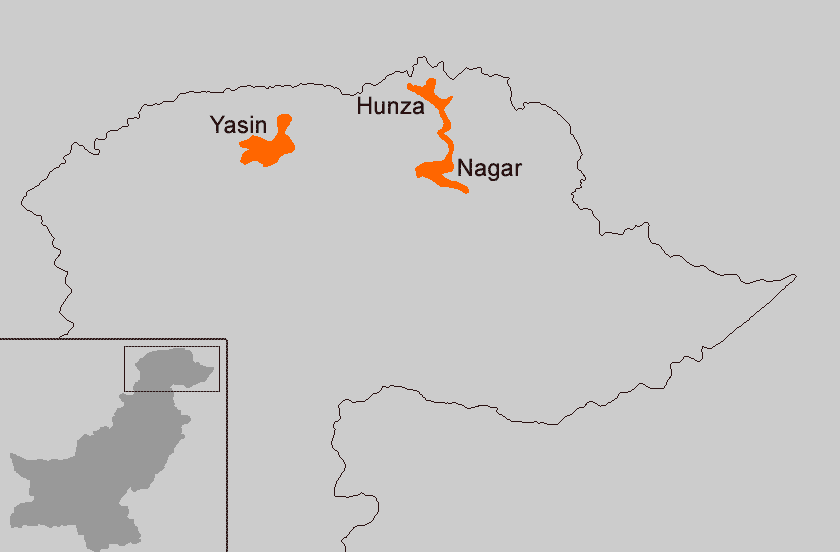
Extensió geogràfica del Buruixaski.

Buruixaski (بروشسکی - burū́šaskī) és una llengua aïllada parlada a les zones on viu el poble buruixo, és a dir a les valls de Hunza, Nagar, Yasin, Ishkoman-Barjungle i algunes zones de Gilgit al nord del Pakistan i també per uns 300 buruixos que viuen a Srinagar, Índia. Altres noms per a la llengua són Brugaski, Kanjut (Kunjoot), Verchikwār, Boorishki, Brushas (Brushias) i Miśa:ski.

## Escriptura
El buruixaski és un idioma parlat. De vegades s'escriu amb l'alfabet utilitzat per l'urdú, una versió de l'alfabet persa, però l'ortografia no ha estat fixada. Nasir al-Din Nasir Hunzai ha escrit poesies en buruixaski utilitzant l'alfabet urdú.

## Fonologia
El buruixaski té cinc vocals /i e a o u/. Diverses contraccions resulten en vocals llargues; les vocals tenses tenen la tendència de ser més llargues i menys "obertes" que les no tenses. ([i e a o u] oposades a [ɪ ɛ ʌ ɔ ʊ]).
Les consonants recollides per Berger (1998) es mostren a continuació en la seva transcripció i AFI:
|            |            | Bilabial | Dental   | Alveolo-palatal | Retroflexa | Velar   | Uvular  | Glotal |
| ---------- | ---------- | -------- | -------- | --------------- | ---------- | ------- | ------- | ------ |
| Nasal      | Nasal      | m /m/    | n /n/    |                 |            | ṅ /ŋ/   |         |        |
| Oclusiva   | aspirada   | ph /pʰ/  | th /tʰ/  |                 | ṭh /ʈʰ/    | kh /kʰ/ | qh /qʰ/ |        |
| Oclusiva   | normal     | p /p/    | t /t/    |                 | ṭ /ʈ/      | k /k/   | q /q/   |        |
| Oclusiva   | sonora     | b /b/    | d /d/    |                 | ḍ /ɖ/      | g /g/   |         |        |
| Africada   | aspirada   |          | ch /t͡sʰ/ | ćh /t͡ɕʰ/        | c̣h /ʈ͡ʂʰ/   |         |         |        |
| Africada   | plain      |          | c /t͡s/   | ć /t͡ɕ/          | c̣ /ʈ͡ʂ/     |         |         |        |
| Africada   | sonora     |          |          | j /d͡ʑ/          | j̣ /ɖ͡ʐ/     |         |         |        |
| Fricativa  | sorda      |          | s /s/    | ś /ɕ/           | ṣ /ʂ/      |         |         | h /h/  |
| Fricativa  | sonora     |          | z /z/    |                 |            |         | ġ /ʁ/   |        |
| Vibrant    | Vibrant    |          | r /r/    |                 |            |         |         |        |
| Aproximant | Aproximant |          | l /l/    | y [j]           | ỵ /ɻ/      | w [w]   |         |        |